# Gabriel Boschilia
Gabriel Boschilia (sinh ngày 5 tháng 3 năm 1996) là một cầu thủ bóng đá người Brasil đang chơi cho câu lạc bộ FC Nantes ở giải Ligue 1. Anh được cho mượn từ AS Monaco.

## Sự nghiệp câu lạc bộ

### São Paulo
Sinh ra ở Piracicaba và lớn lên ở Santa Bárbara d'Oeste, Boschilia bắt đầu sự nghiệp trẻ ở Guarani. Tháng 11 năm 2012, anh ký vào bản hợp đồng 3 năm với São Paulo theo phí chuyển nhượng không được tiết lộ (sau đó đã được hé lộ là 600,000 R$) cùng một điều khoản 10 triệu euro đã được chuyển trước.
Ngày 22 tháng 1 năm 2014, Boschilia có trận đấu ra mắt câu lạc bộ, vào sân từ ghế dự bị trong hiệp 2 và đã có đường kiến tạo cho Douglas trong chiến thắng 4-0 của đội nhà trước Mogi Mirim. Ngày 6 tháng 3 anh ký một thỏa thuận mới với Tricolor có hiệu lực đến tháng 3 năm 2019.
Boschilia có màn ra mắt Serie A vào ngày 20 tháng 4 trong chiến thắng 3-0 trước Botafogo. Bàn thắng đầu tiên của anh đến vào ngày 23 tháng 11 trong chiến thắng trên sân của Santos.

### Monaco
Ngày 10 tháng 8 năm 2015, Boschilia ký vào bản hợp đồng có thời hạn 5 năm với câu lạc bộ Ligue 1 AS Monaco, theo tin đồn thì phí chuyển nhượng là 9 triệu euro. Ngày 11 tháng 1 năm 2016, Boschilia được cho mượn đến Standard Liège thi đấu trong phần còn lại của mùa bóng.

### FC Nantes
Boschilia gia nhập FC Nantes theo thỏa thuận cho mượn dài hạn vào ngày 7 tháng 8 năm 2018.

## Sự nghiệp quốc tế
Ngày 9 tháng 7 năm 2013, Boschilia được gọi lên U17 Brasil cho chiến dịch World Cup. Anh trở thành chân sút tốt nhất của Brasil tại giải đấu khi phá lưới 6 lần (chỉ kém vua phá lưới của giải đấu là Valmir Berisha 1 bàn) nhưng đội bóng của anh lại bị đánh bại ở tứ kết.

## Thống kê sự nghiệp
| Câu lạc bộ                | Mùa     | Giải đấu           | Giải quốc gia | Giải quốc gia | Cúp  | Cúp | Cúp liên đoàn | Cúp liên đoàn | Châu lục | Châu lục | Khác | Khác | Tổng | Tổng |
| Câu lạc bộ                | Mùa     | Giải đấu           | Trận          | Bàn           | Trận | Bàn | Trận          | Bàn           | Trận     | Bàn      | Trận | Bàn  | Trận | Bàn  |
| ------------------------- | ------- | ------------------ | ------------- | ------------- | ---- | --- | ------------- | ------------- | -------- | -------- | ---- | ---- | ---- | ---- |
| Sao Paulo                 | 2014    | Serie A            | 18            | 1             | 3    | 0   | -             | -             | 3        | 1        | 4    | 0    | 28   | 2    |
| Sao Paulo                 | 2015    | Serie A            | 6             | 1             | 0    | 0   | -             | -             | 2        | 0        | 8    | 2    | 16   | 3    |
| Sao Paulo                 | Tổng    | Tổng               | 24            | 2             | 3    | 0   | -             | -             | 5        | 1        | 12   | 2    | 44   | 5    |
| Monaco                    | 2015-16 | Ligue 1            | 5             | 0             | 0    | 0   | 1             | 0             | 0        | 0        | -    | -    | 6    | 0    |
| Monaco                    | 2016-17 | Ligue 1            | 11            | 6             | 1    | 0   | 1             | 2             | 2        | 0        | -    | -    | 15   | 8    |
| Monaco                    | Tổng    | Tổng               | 16            | 6             | 1    | 0   | 2             | 2             | 2        | 0        | -    | -    | 21   | 8    |
| Standard Liège (cho mượn) | 2015-16 | Jupiler Pro League | 10            | 2             | 2    | 0   | -             | -             | 0        | 0        | -    | -    | 12   | 2    |
| Tổng                      | Tổng    | Tổng               | 50            | 10            | 6    | 0   | 2             | 2             | 6        | 1        | 13   | 2    | 77   | 15   |

1. ↑  Copa Sudamericana và Copa Libertadores.
2. ↑  Campeonato Paulista.

## Thành tích

### Đội tuyển quốc gia
- World Cup U17: Tứ kết (2013)